# آيريس²
آيريس٢ (بالإنجليزية: IRIS²) وتعني: «البنية الأساسية للمرونة والترابط والأمن عبر الأقمار الصناعية» (بالإنجليزية: Infrastructure for Resilience, Interconnectivity and Security by Satellite ) هو مشروع عبارة عن مجموعة أقمار صناعية مُتعددة المدارات مُخطط لها وسيتم إطلاقها من قبل الاتحاد الأوروبي بحلول عام 2027م.     ومن المتوقع أن تبدأ الخدمات الحكومية الأولية في عام 2030م.  ستتكون آيريس٢ من 264 قمرًا صناعيًا في مدار أرضي منخفض (LEO) ، على ارتفاع 1,200 كم، و18 قمرًا صناعيًا في مدار أرضي متوسط (MEO)، على ارتفاع 8,000 كم. 
ويهدف المشروع إلى توفير الاتصالات الآمنة وتتبع الموقع وخدمات المراقبة الأمنية للوكالات الحكومية  والتي يمكن مقارنتها بشكل مباشر بمشروع SpaceX Starshield الأمريكي.  ويهدف النظام أيضًا إلى توفير ترددات بنطاق عريض للشركات الخاصة والمواطنين.  عند توقيع العقد في ديسمبر 2024، كانت التكلفة المقدرة 10.5 مليار يورو، منها 6.5 مليار يورو من الأموال العامة. 
يُعد المشروع جزءًا من استراتيجية الفضاء الشاملة للاتحاد الأوروبي، بما في ذلك استراتيجية الفضاء للاتحاد الأوروبي للأمن والدفاع .  ستكون وكالة الفضاء الأوروبية (ESA) مسؤولة عن تطوير وإطلاق النظام، ووكالة الاتحاد الأوروبي لبرنامج الفضاء (EUSPA) مسؤولة عن تقديم الخدمات الحكومية. 